# Sciophila intima
Sciophila intima är en tvåvingeart som beskrevs av Lindner 1958. Sciophila intima ingår i släktet Sciophila och familjen svampmyggor.
Artens utbredningsområde är Tanzania. Inga underarter finns listade i Catalogue of Life.